# Enamengal
Enamengal ou Enamenga ou Enam-Ngal est un village du Cameroun situé dans le département du Dja-et-Lobo et la région du Sud, sur la route de Nkolbang à Minkoumou. Il fait partie de la commune de Zoétélé.

## Population
En 1962 la localité comptait 92 habitants, pour la plupart Fong.
Lors du recensement de 2005, 151 personnes y ont été dénombrées.

## Personnes originaires de Enamengal
Le théologien et essayiste Engelbert Mveng est né en 1930 à Enamengal.